# Espraiamento

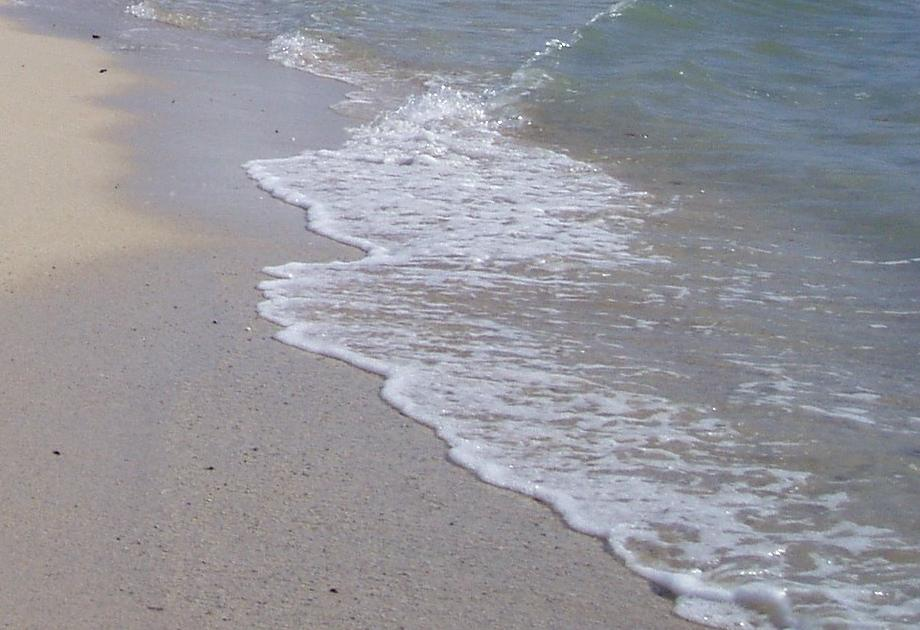
Espraiamento

No âmbito da geografia denomina-se espraiamento ou espraio, a água de mar a bater na costa e que se estende sobre ela após o rompimento de uma onda. Esta ação faz com que a areia e outras partículas superficiais sejam transportadas para o mar. A direção do espraiamento depende dos ventos dominantes.

## Corrente de espraiamento
Denomina-se corrente de espraiamento uma corrente oceânica que se dirige para o mar, originando-se na volta do espraiamento e a das ondas a baterem na praia. O mesmo movimento relativamente circular de uma onda que faz que uma bola se eleve e desça sobre o água faz que o sedimento se alterne para atrás e para acima com a crista das ondas próximas.